# Réserve naturelle régionale de la tourbière de la Grande Pile
La réserve naturelle régionale de la tourbière de la Grande Pile (RNR313) est une réserve naturelle régionale située dans le département de la Haute-Saône en région Bourgogne-Franche-Comté. Classée en 2016, elle occupe une surface de 59,27 hectares.
La tourbière de la Grande Pile est une référence pour l'histoire climatique de l'Europe occidentale. Celle-ci fournissant un enregistrement des fluctuations climatiques sur les derniers 135 000 ans. Elle possède également une riche diversité de milieux humides où toutes les phases évolutives d'une tourbière sont représentés. Enfin, elle abrite des espèces rares et menacées.

## Localisation

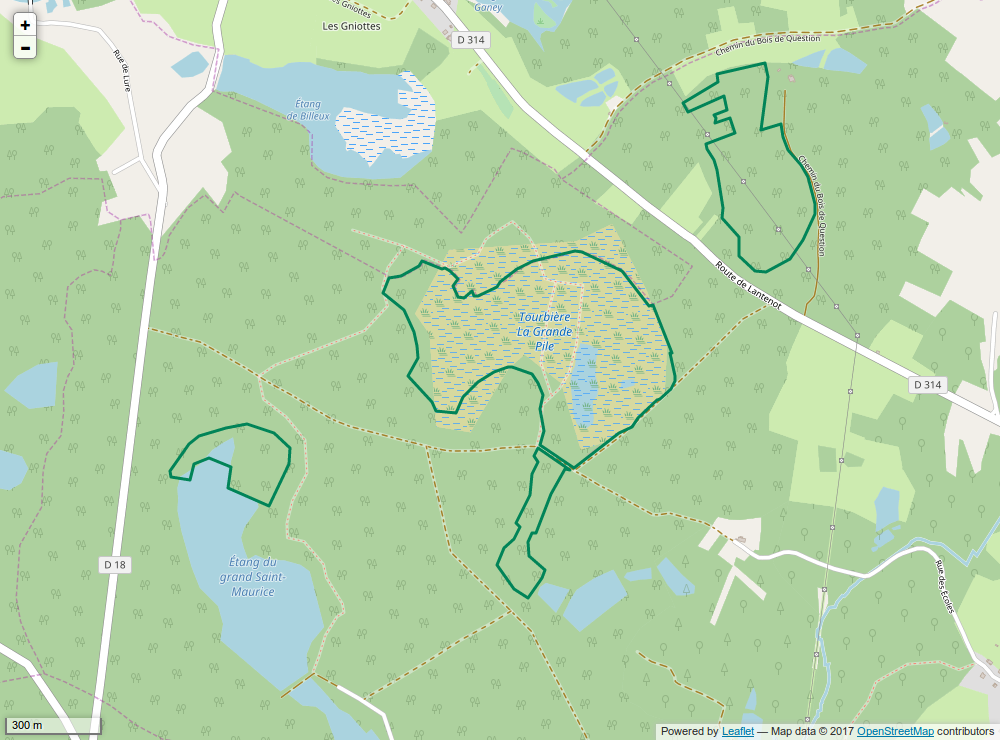
Périmètre de la réserve naturelle.

Le territoire de la réserve naturelle est situé sur la commune de Saint-Germain qui fait partie de la région des Mille étangs, au pied des Vosges saônoises, dans l'Est du département de la Haute-Saône en région de Bourgogne-Franche-Comté. Il se compose de 3 entités séparées : le site de la tourbière de la Grande Pile en forme de croissant, une partie du bois de Question au nord-est et l'extrémité nord de l'étang du Grand Saint-Maurice au sud-est. L'altitude générale est voisine de 330 mètres.

## Histoire du site et de la réserve
En 1866, la tourbière de la Grande Pile et la tourbière des Monts Reveaux sont exploitées pour leurs riches gisements de tourbe.
La tourbière de la Grande Pile possède le plus important stratotype du Pléistocène (env. −2,58 Ma à 11 700 ans avant le présent) de toute l'Europe septentrionale, elle a en effet enregistré 135 000 ans de fluctuations climatiques. Cette situation fait de la tourbière une référence internationale pour l'étude des paléoclimats et de la végétation du Quaternaire.
Le site est reconnu comme zone naturelle d'intérêt écologique, faunistique et floristique (ZNIEFF) par l'inventaire national du patrimoine naturel (INPN). À partir de 1998,  le Conservatoire d'espaces naturels de Franche-Comté et la commune de Saint-Germain initient une démarche pour obtenir une maîtrise foncière pour protéger le site, et de premières actions sont mises en œuvre à partir de 2002. En 2009, ils demandent conjointement le classement en réserve naturelle régionale, ce qui se concrétise le 1er juillet 2016,.

## Écologie (biodiversité, intérêt écopaysager…)
En plus de l'intérêt suscité par son ancienneté, la tourbière de la Grande Pile possède également un intérêt par la diversité de ses milieux humides bien que la majeure partie soit occupée par la forêt. Toutes les phases évolutives d'une tourbière sont ainsi réunies en un même lieu : bas marais acide, précédant la formation de la tourbière bombée à sphaignes, puis évolution lente vers la tourbière boisée représentée par une boulaie sur tourbe. Cette diversité des milieux est complétée par des roselières et une aulnaie marécageuse, sur les sols engorgés par l'eau sur de longue périodes. Ces derniers, lorsqu'ils sont entièrement ressuyés, permettent le développement d’une chênaie-hêtraie acidiphile.

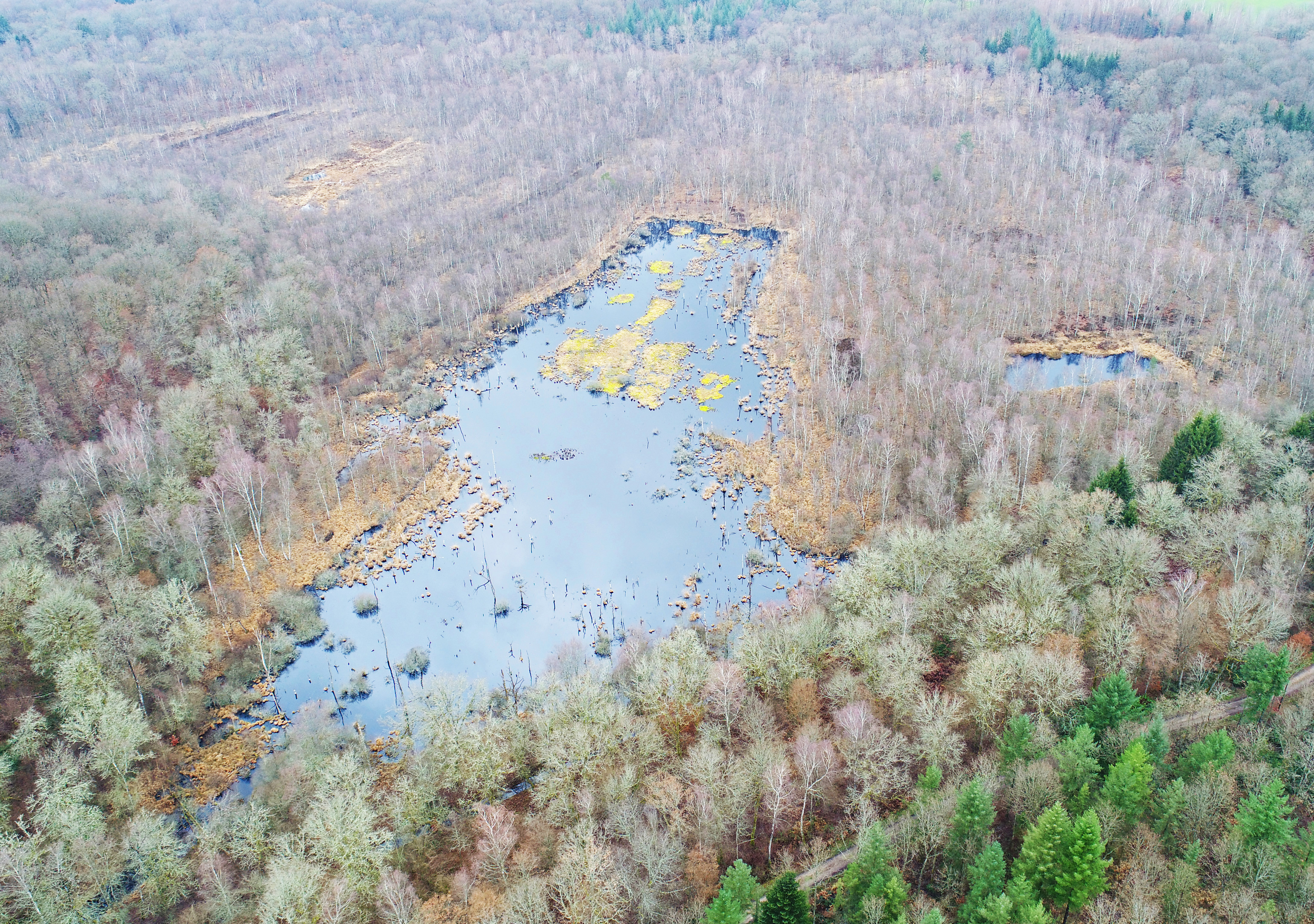
Vue aérienne générale en hiver.
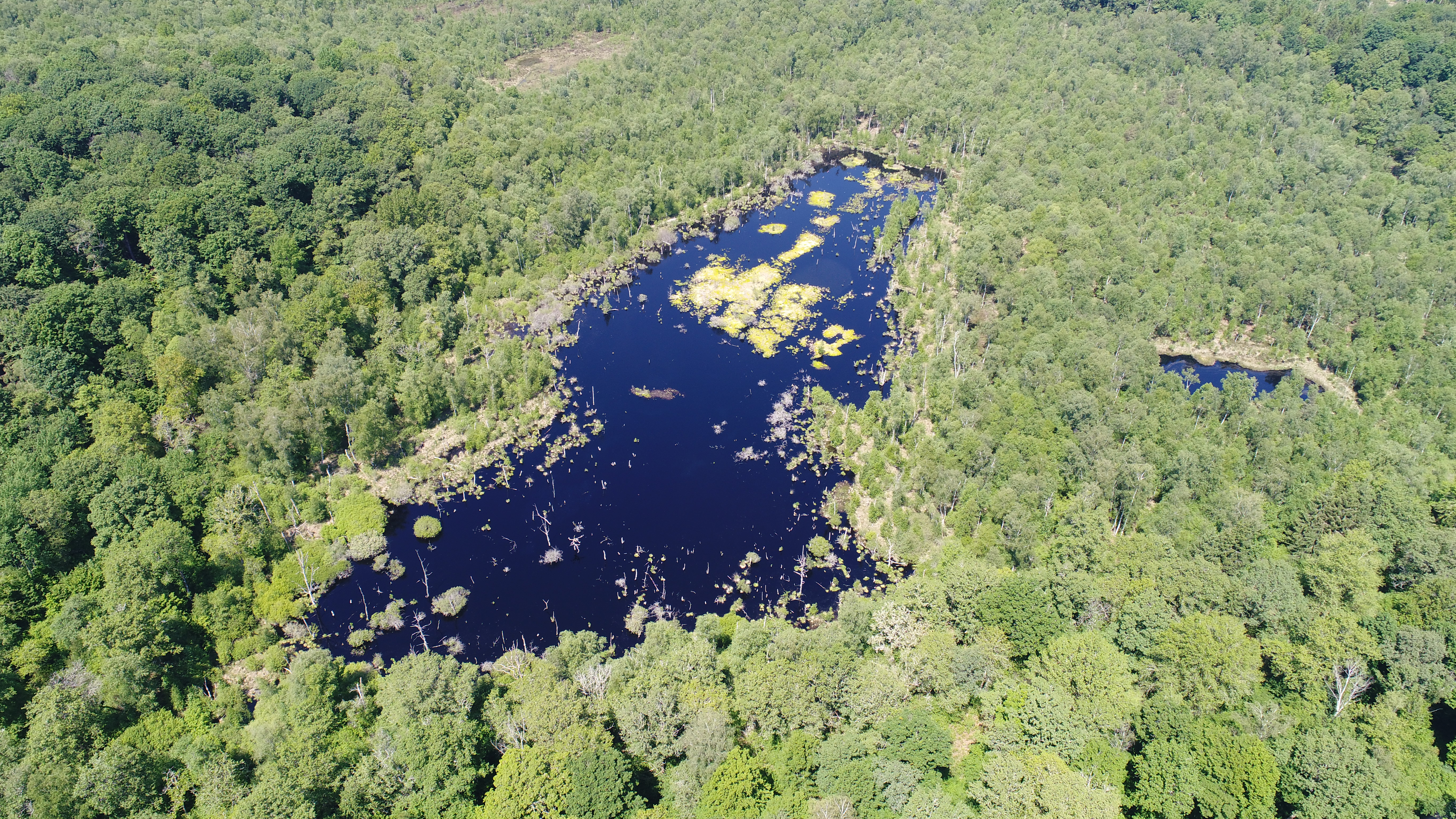
Vue aérienne générale au printemps.
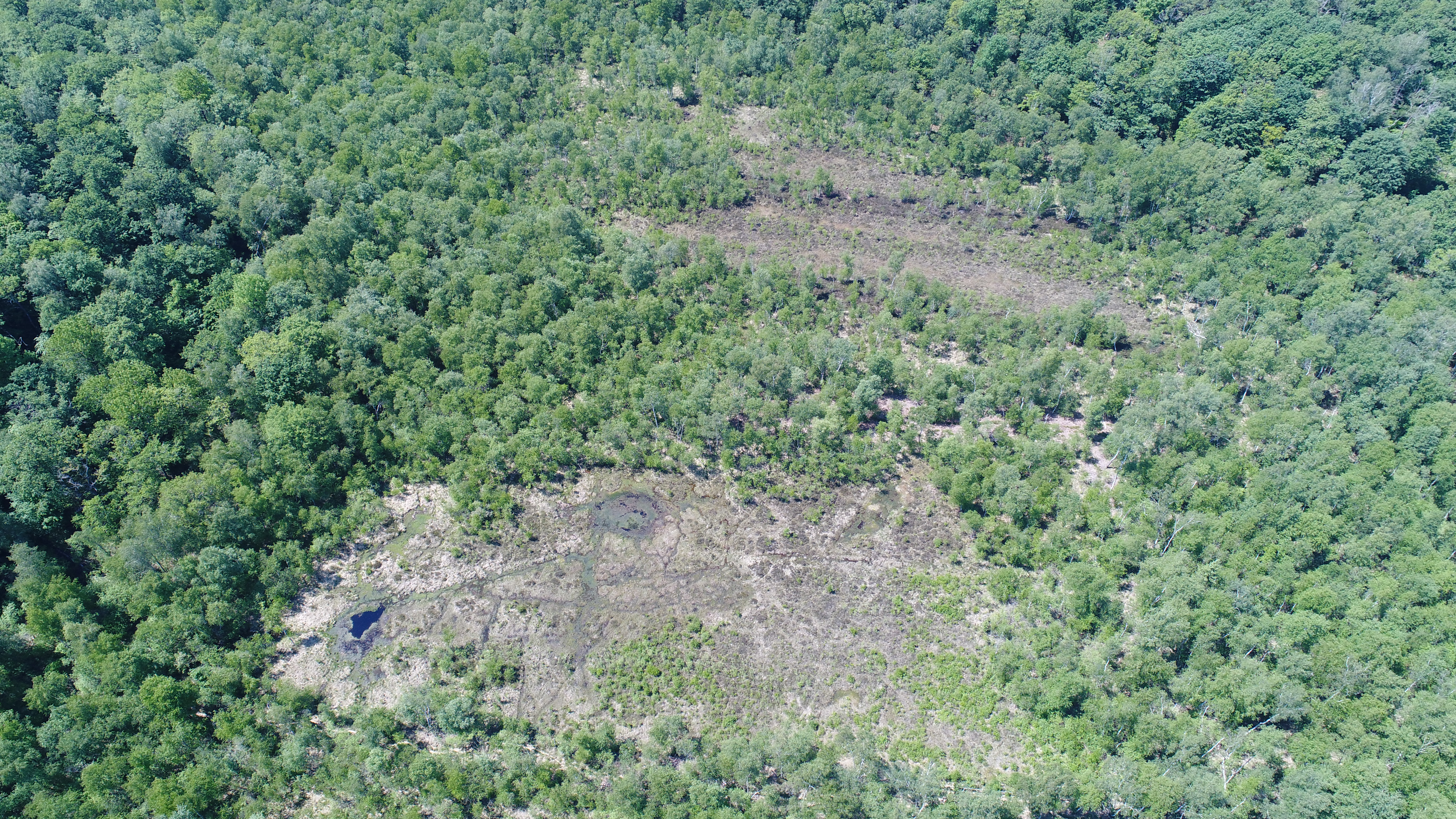
Zone colonisée.
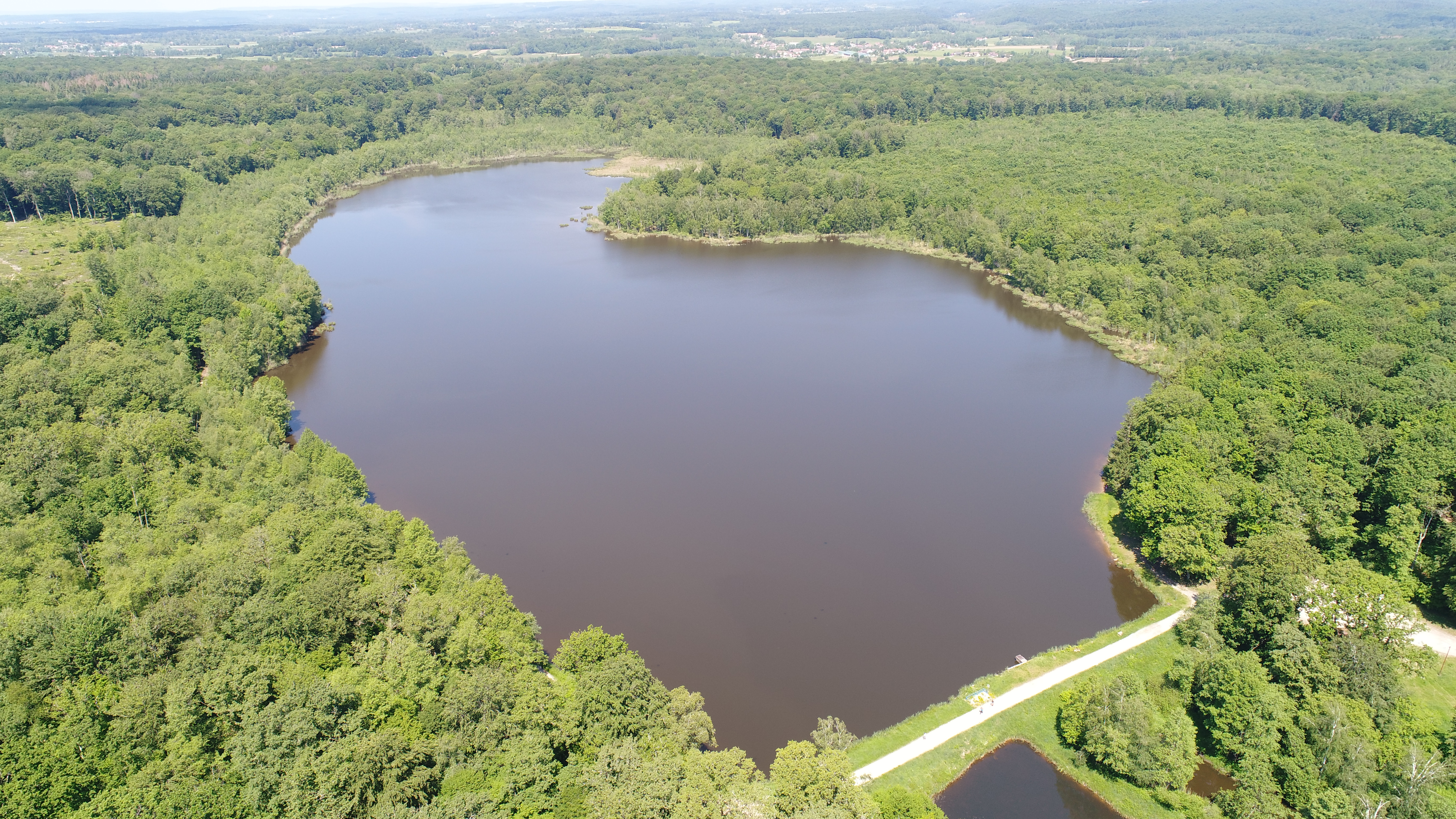
Une partie de l'étang du grand Saint-Maurice fait partie de la réserve naturelle.

### Flore
La tourbière abrite un grand nombre d’espèces végétales d'intérêt patrimonial fort, en particulier des espèces rencontrées habituellement en plus haute altitude : Andromeda polifolia, la scheuchzérie des marais, l’utriculaire jaune pâle, les Droséras à feuilles rondes et intermédiaire bénéficient d’une protection à l'échelle nationale. La canneberge et la laîche à épis velus sont considérées comme menacées.

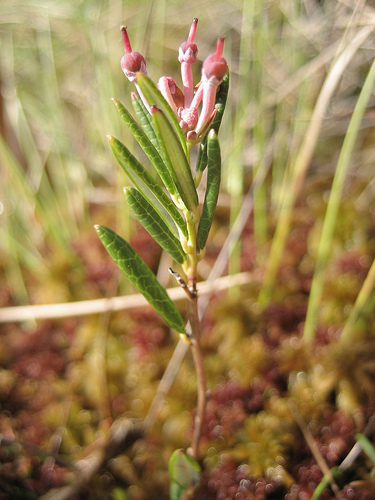
Andromeda polifolia.
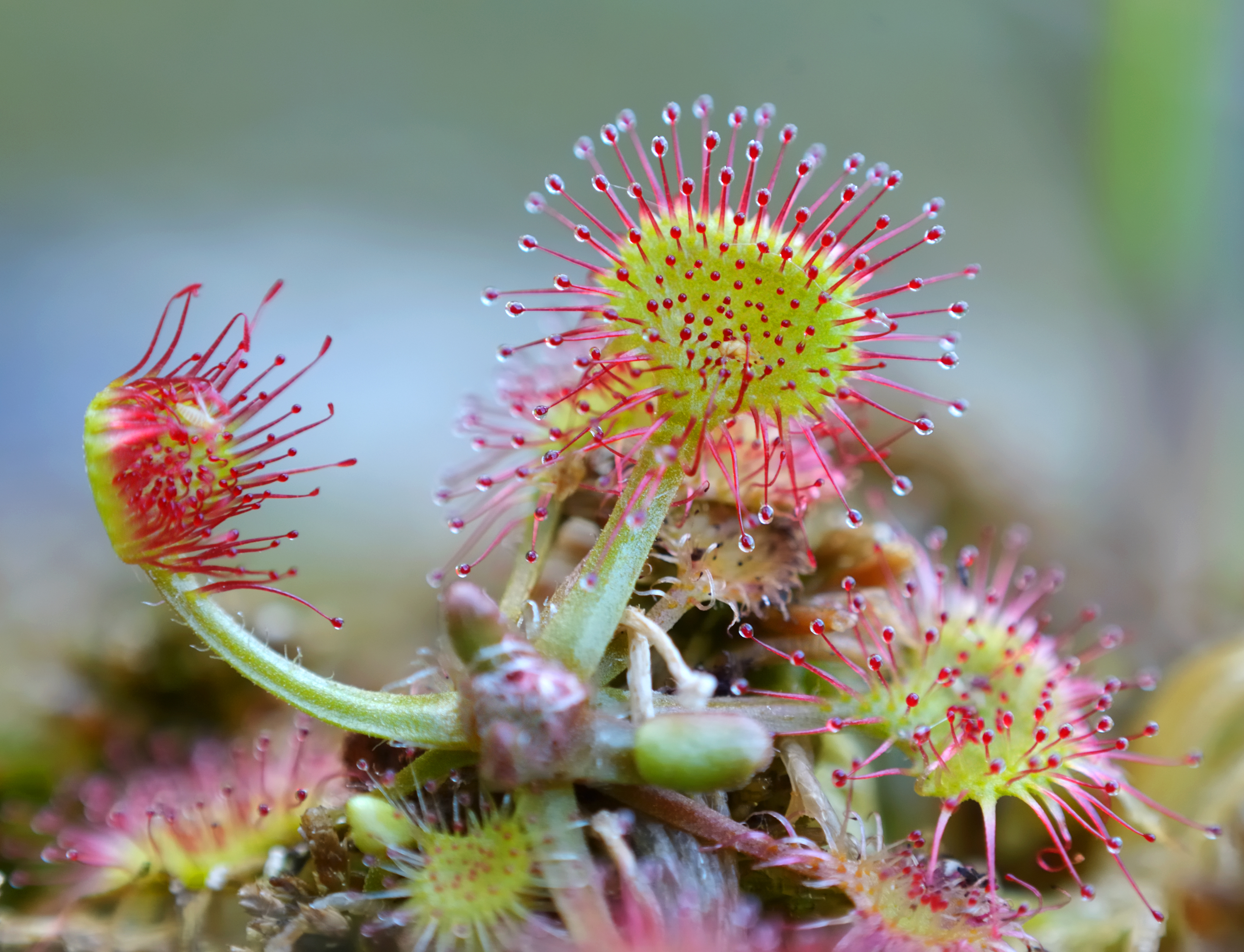
Droséra à feuilles rondes.
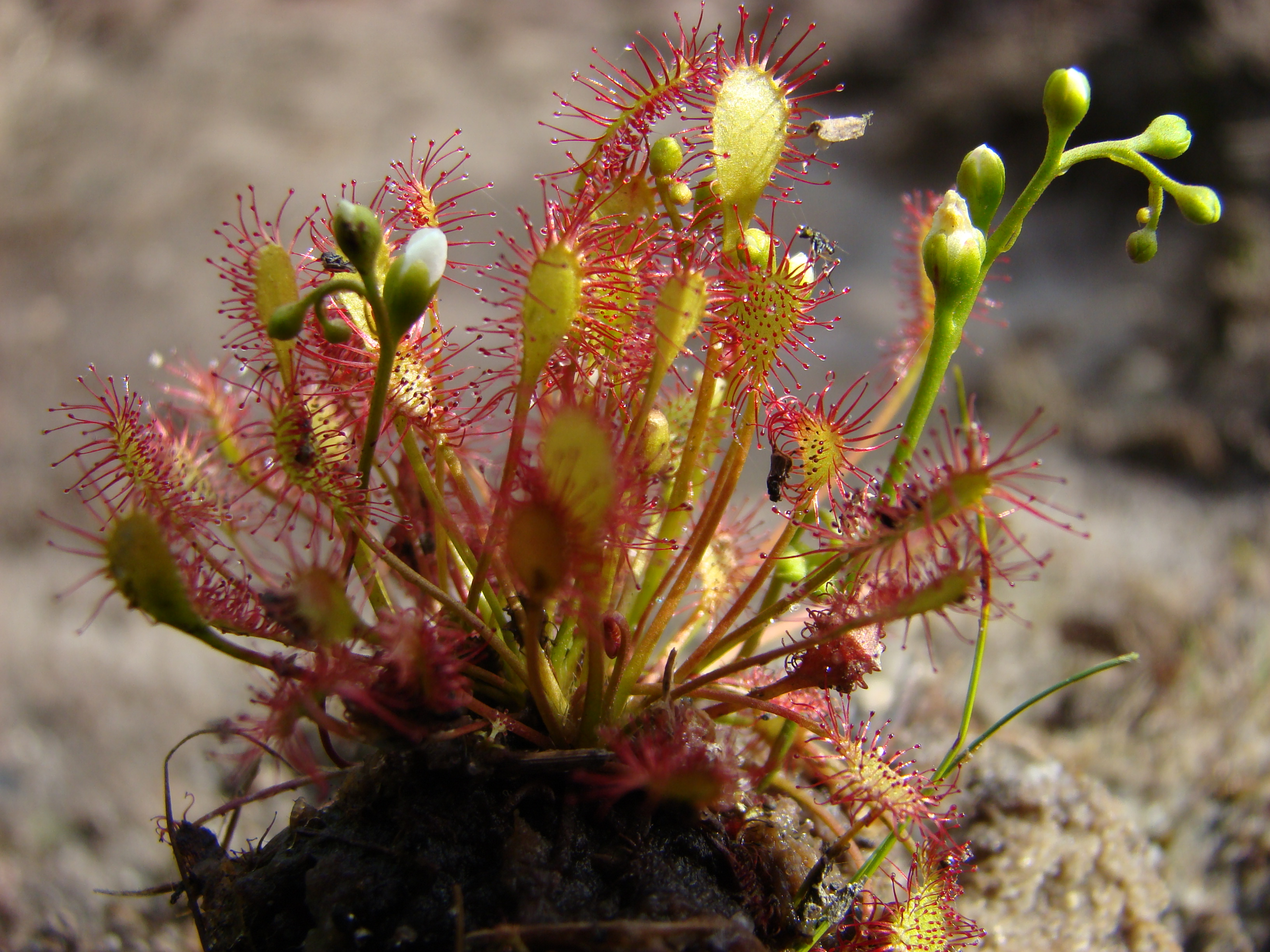
Droséra intermédiaire.
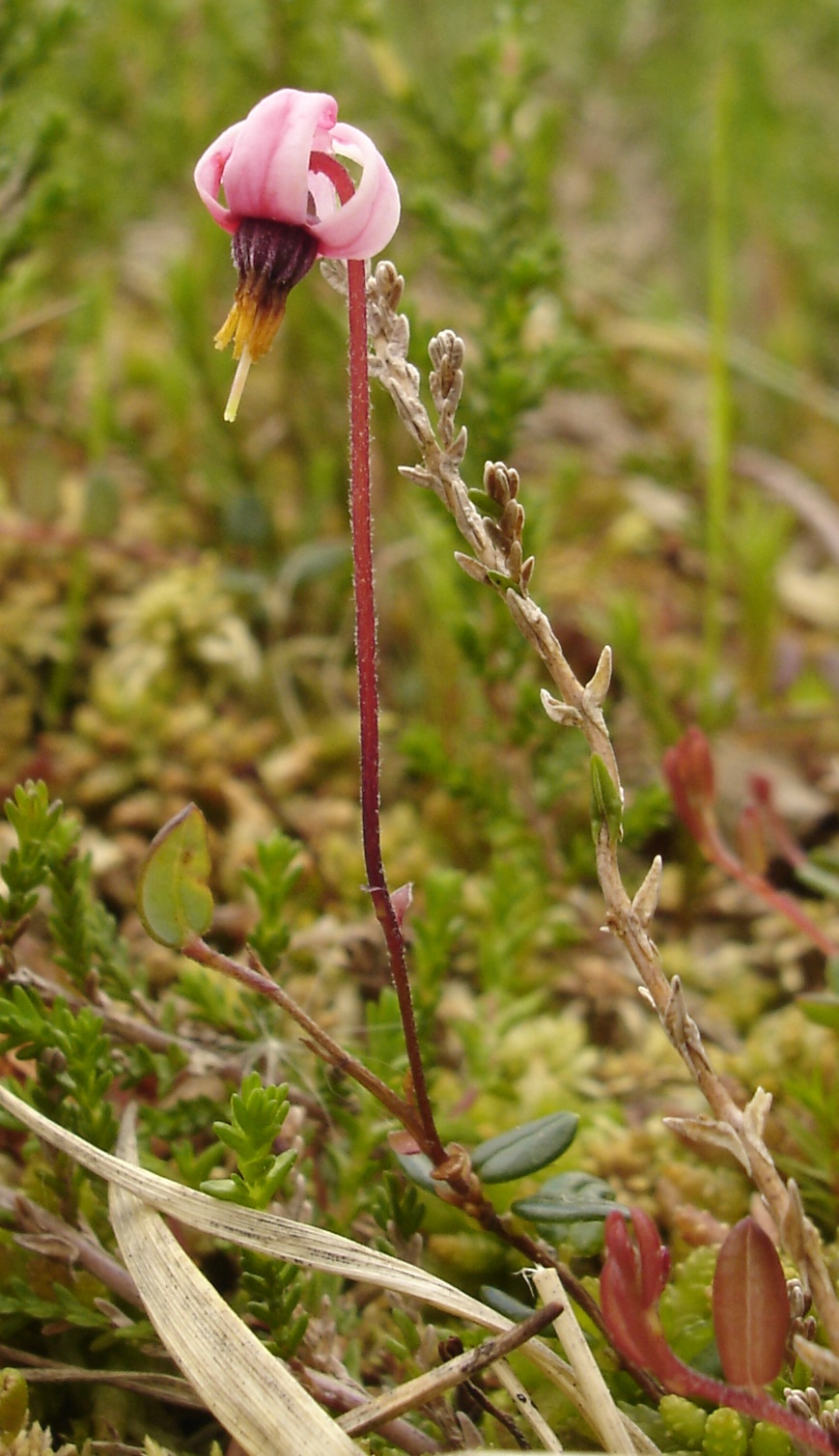
Canneberge.

### Faune
La Grande Pile est l'un des sites les plus riches en libellules de tout le département avec de nombreuses espèces considérées comme prioritaires au niveau régional. Parmi les espèces remarquables, on peut citer notamment : leucorrhines à gros thorax (protection nationale et européenne) et douteuse, agrion délicat, lestes dryade et verdoyant ou encore cordulie arctique. Le secteur abrite également le lézard vivipare et la grenouille rousse, inscrites sur la liste rouge des espèces menacées.

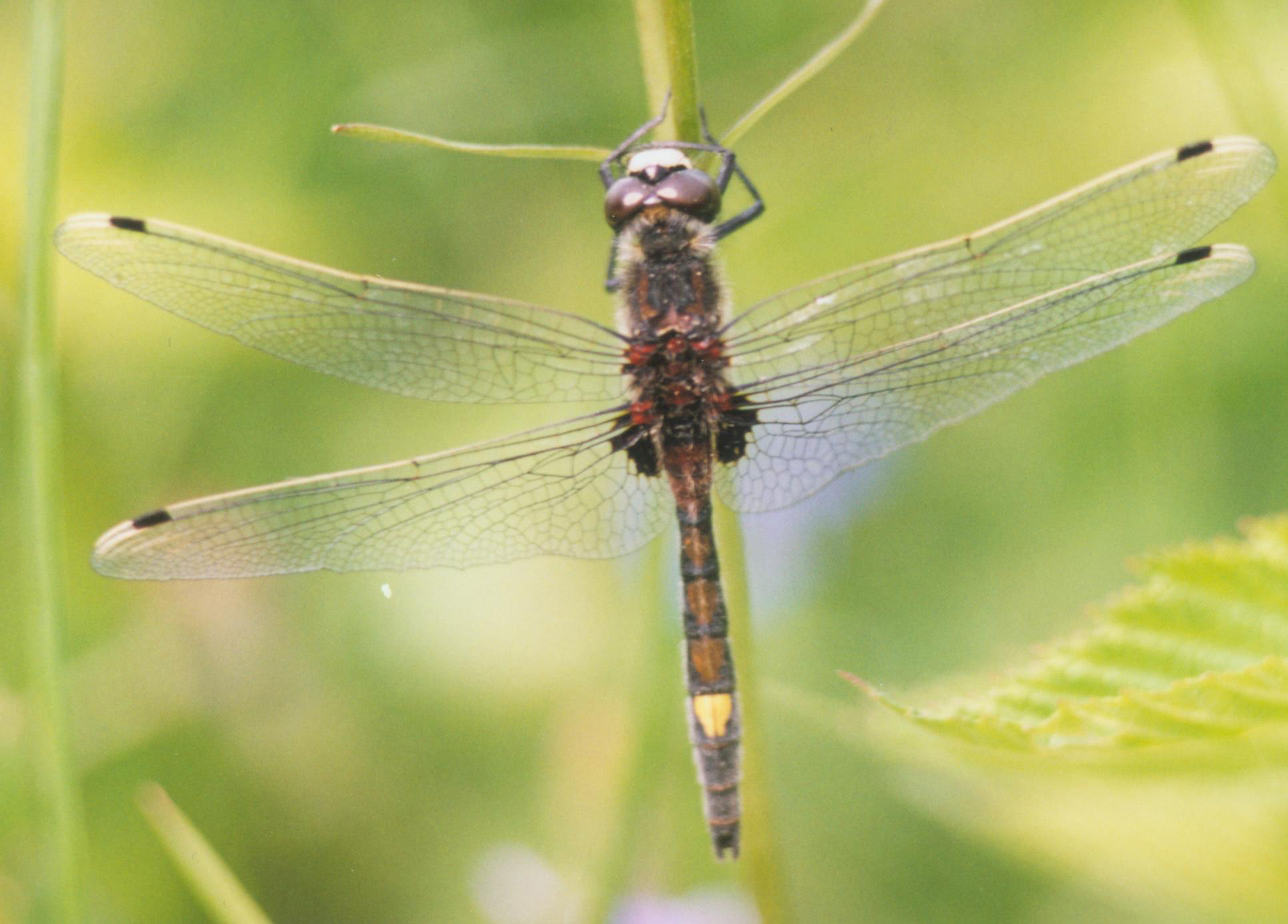
Leucorrhines à gros thorax.
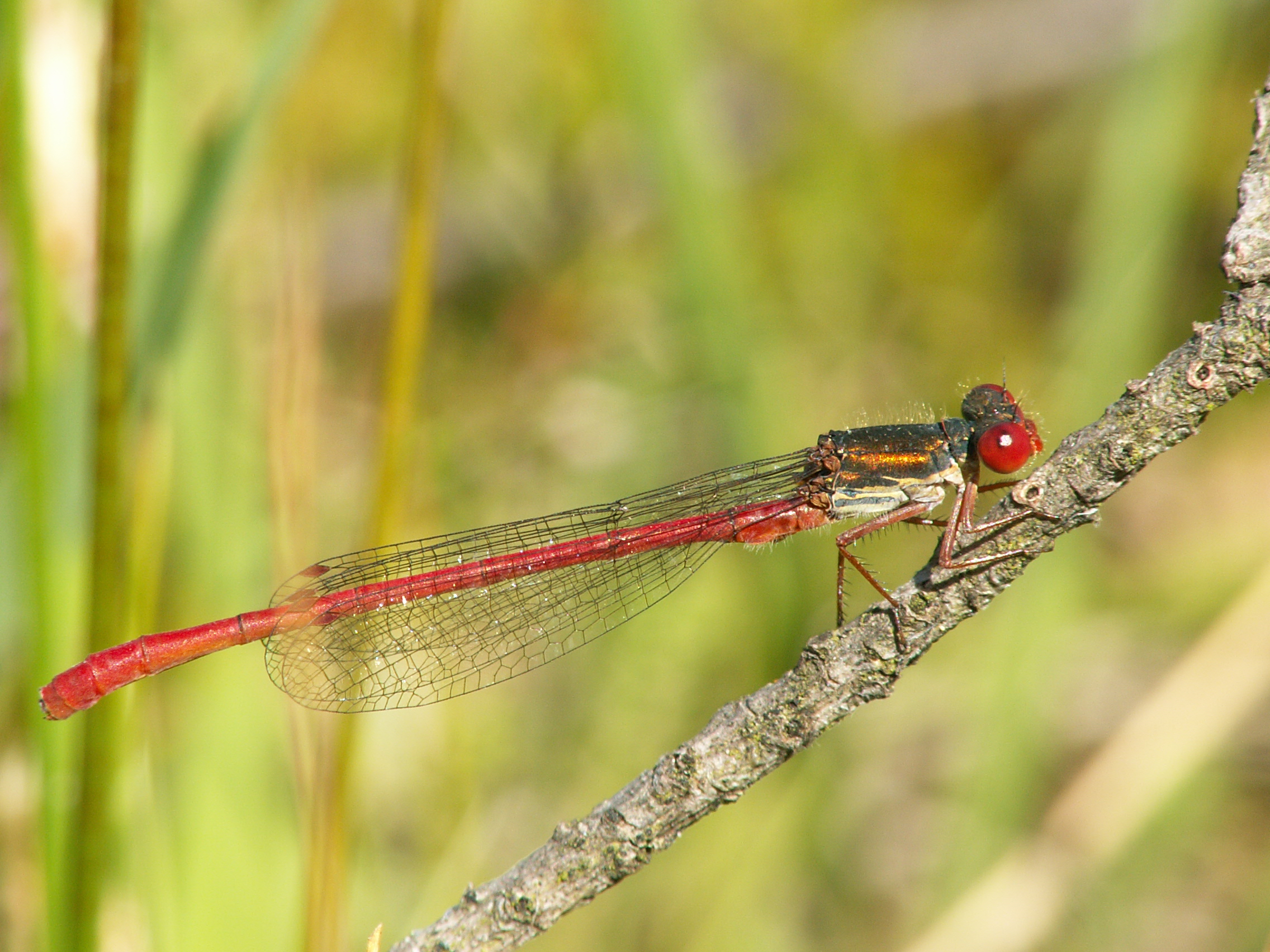
Agrion délicat.
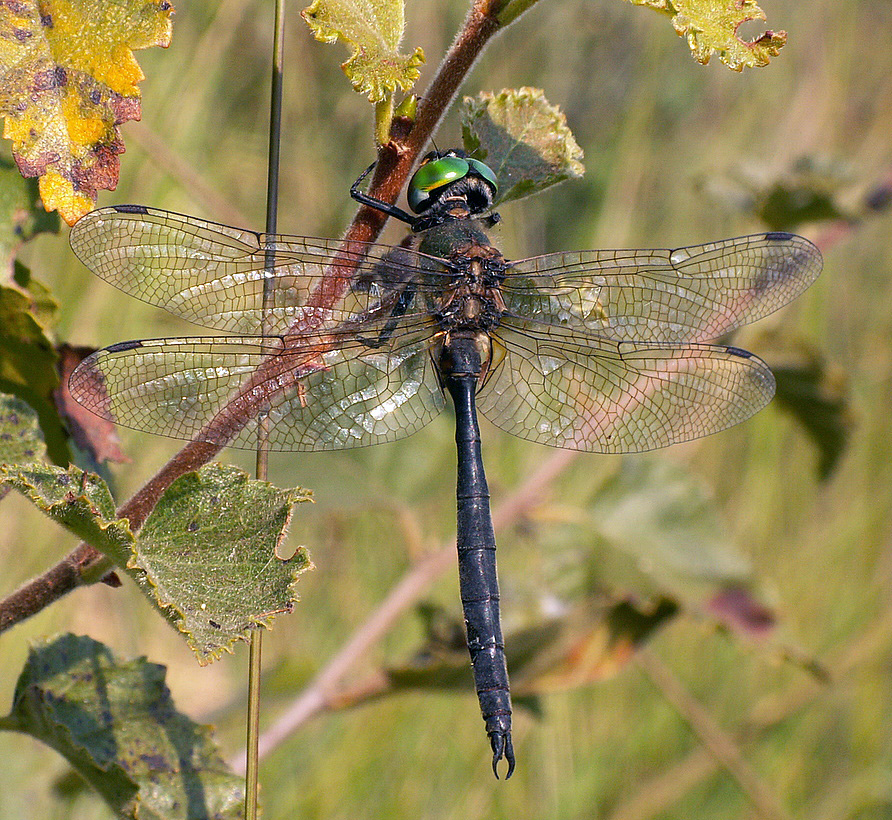
Cordulie arctique.
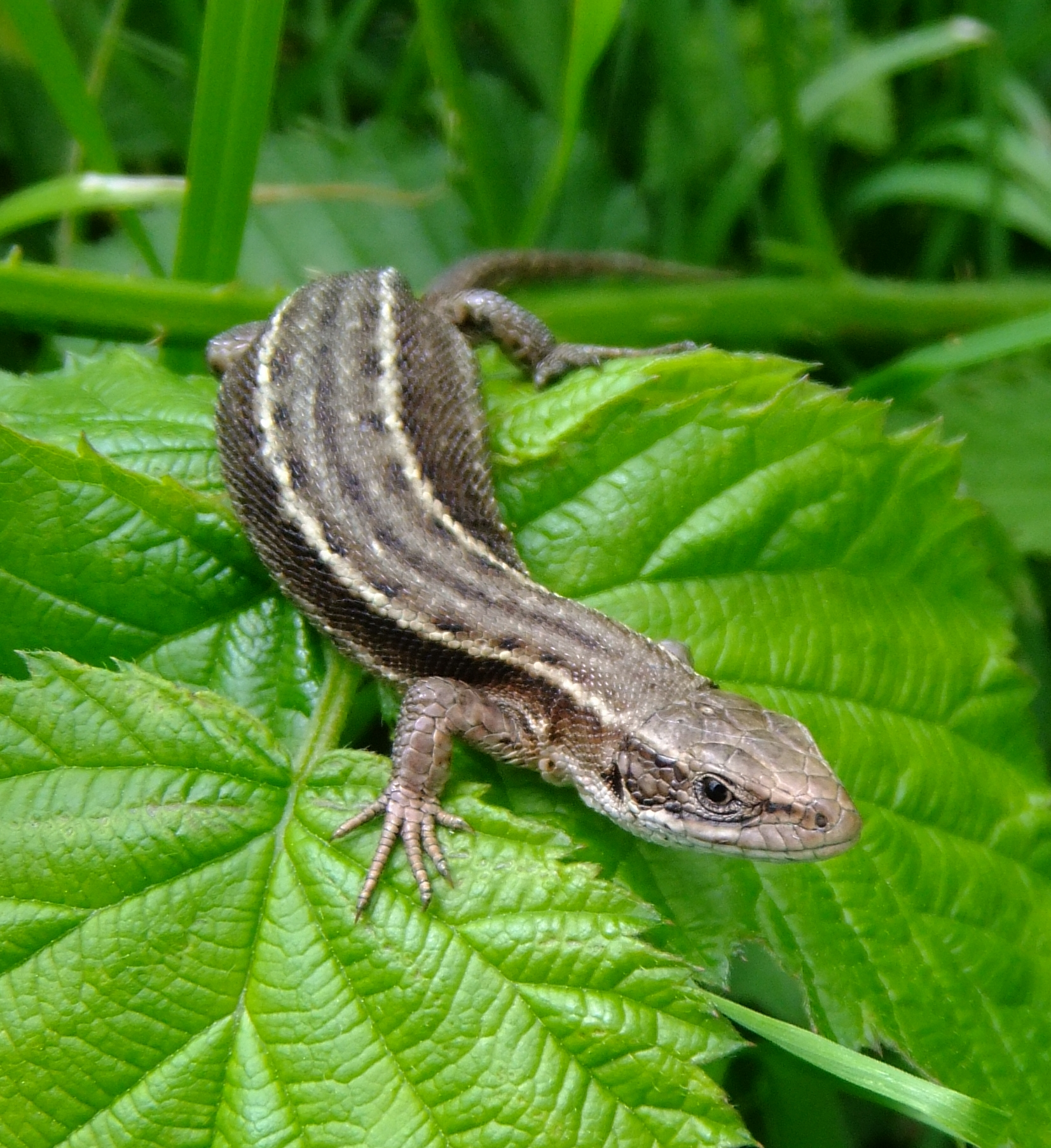
Lézard vivipare.
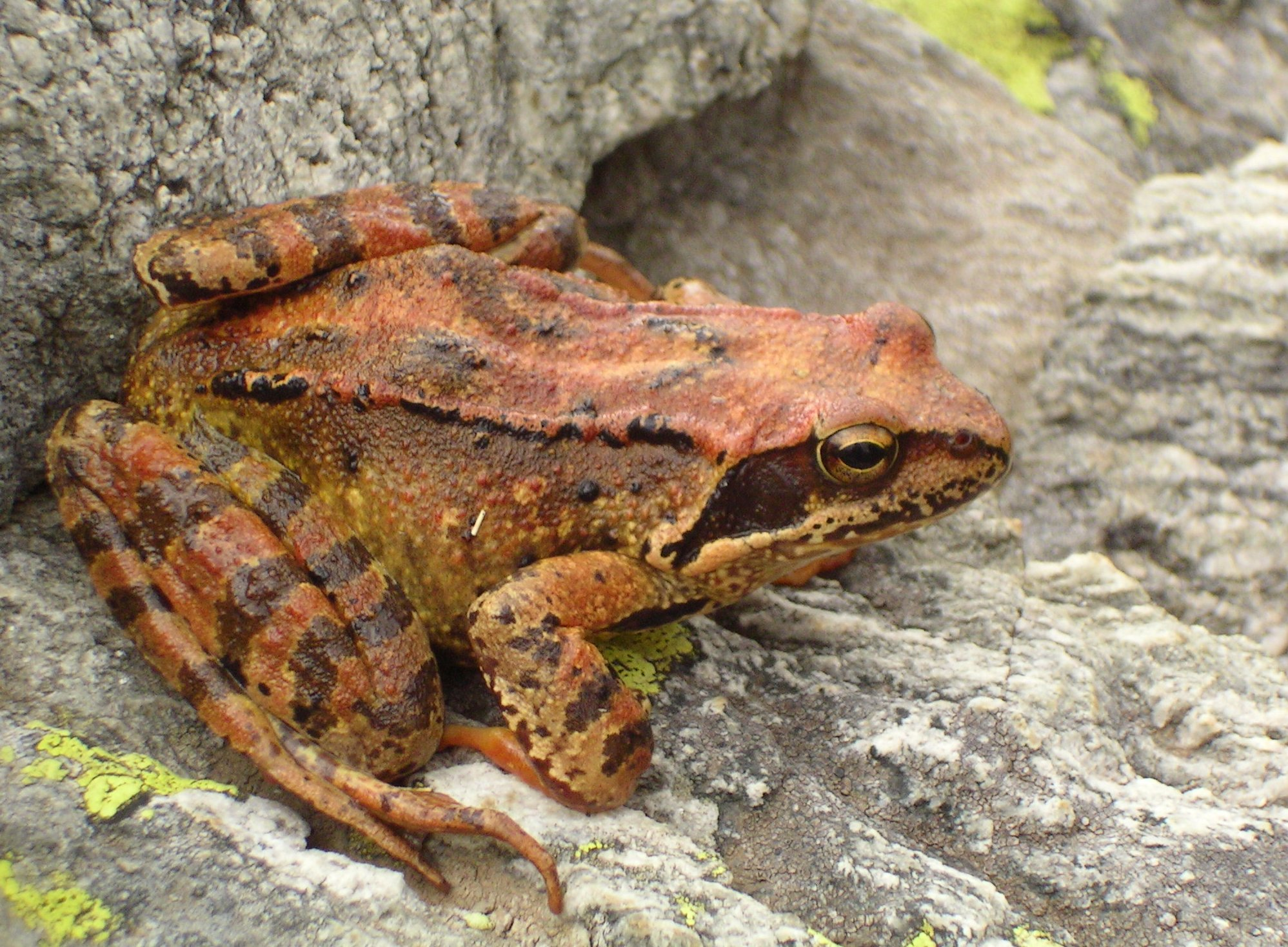
Grenouille rousse.

## Intérêt touristique et pédagogique
La tourbière de la Grande Pile (la plus connue du département) a fourni un enregistrement des fluctuations climatiques sur les derniers 135 000 ans et sert de référence pour l'Europe occidentale. Elle possède également un grand intérêt par la riche diversité de milieux humides : toutes les phases évolutives d'une tourbière y sont représentées et elle abrite des espèces rares et menacées.
Au début du XXIe siècle, un sentier est aménagé avec des panneaux d'interprétation permet de parcourir le site. Un nouvel aménagement, la "balade à 1000 temps", est mis en place en octobre 2022 par le Conservatoire d'espaces naturels de Franche-Comté, les nouveaux panneaux explicatifs et tables de lectures adoptent différentes formes (engrenages, montres à gousset, cadran solaire et frise chronologique).

Paysages et milieux visibles le long du sentier.
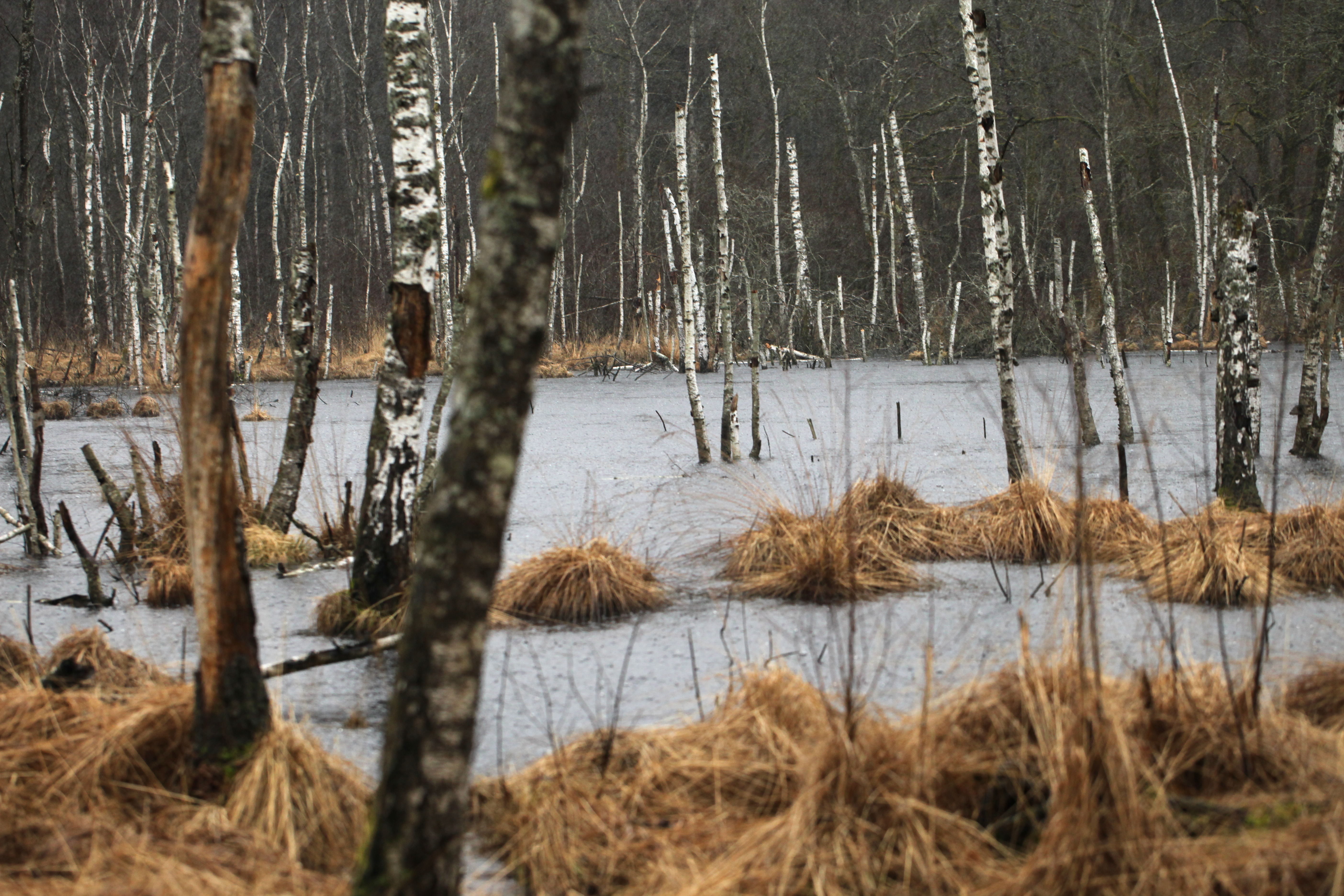
La tourbière en hiver.
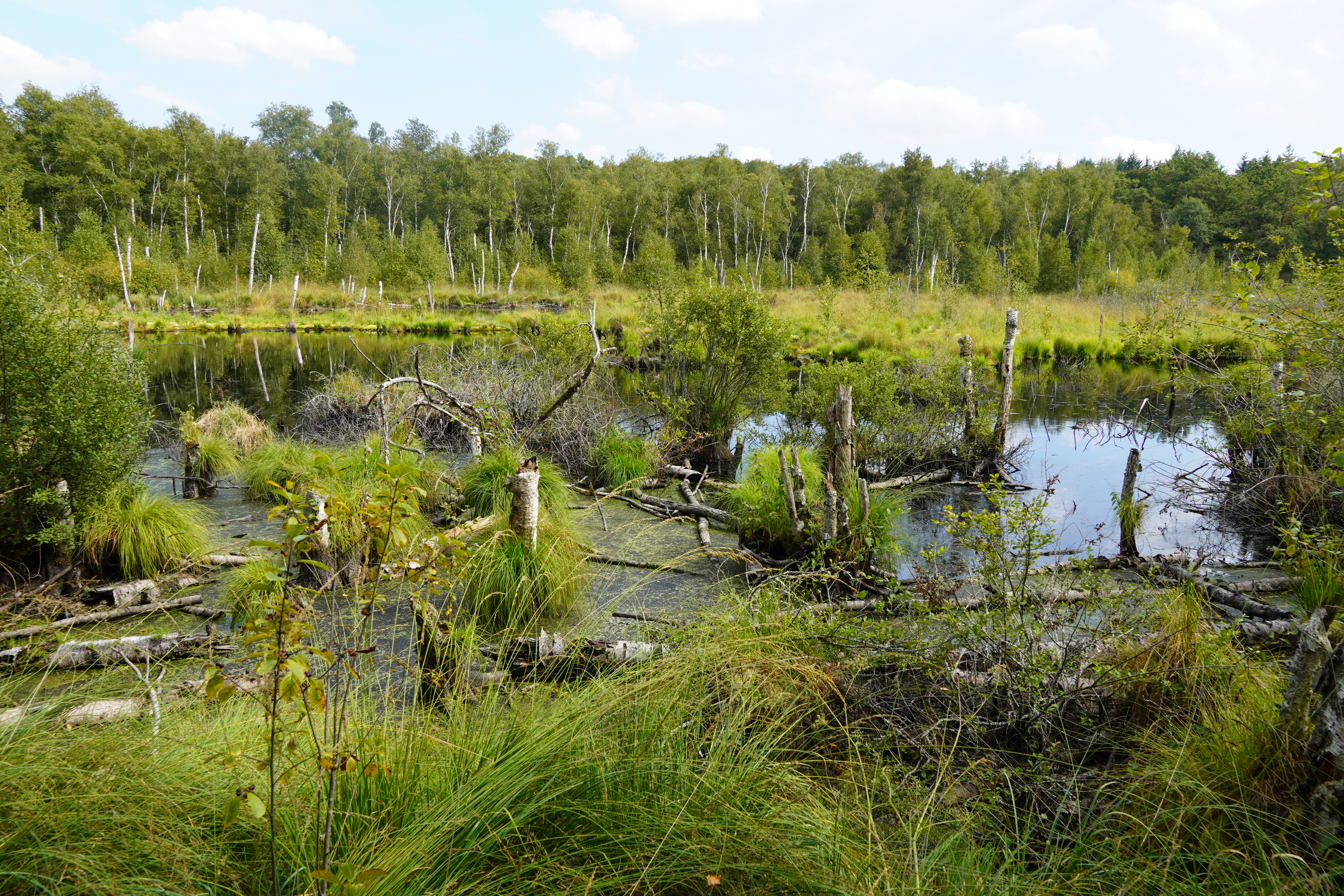
La zone inondée en été.
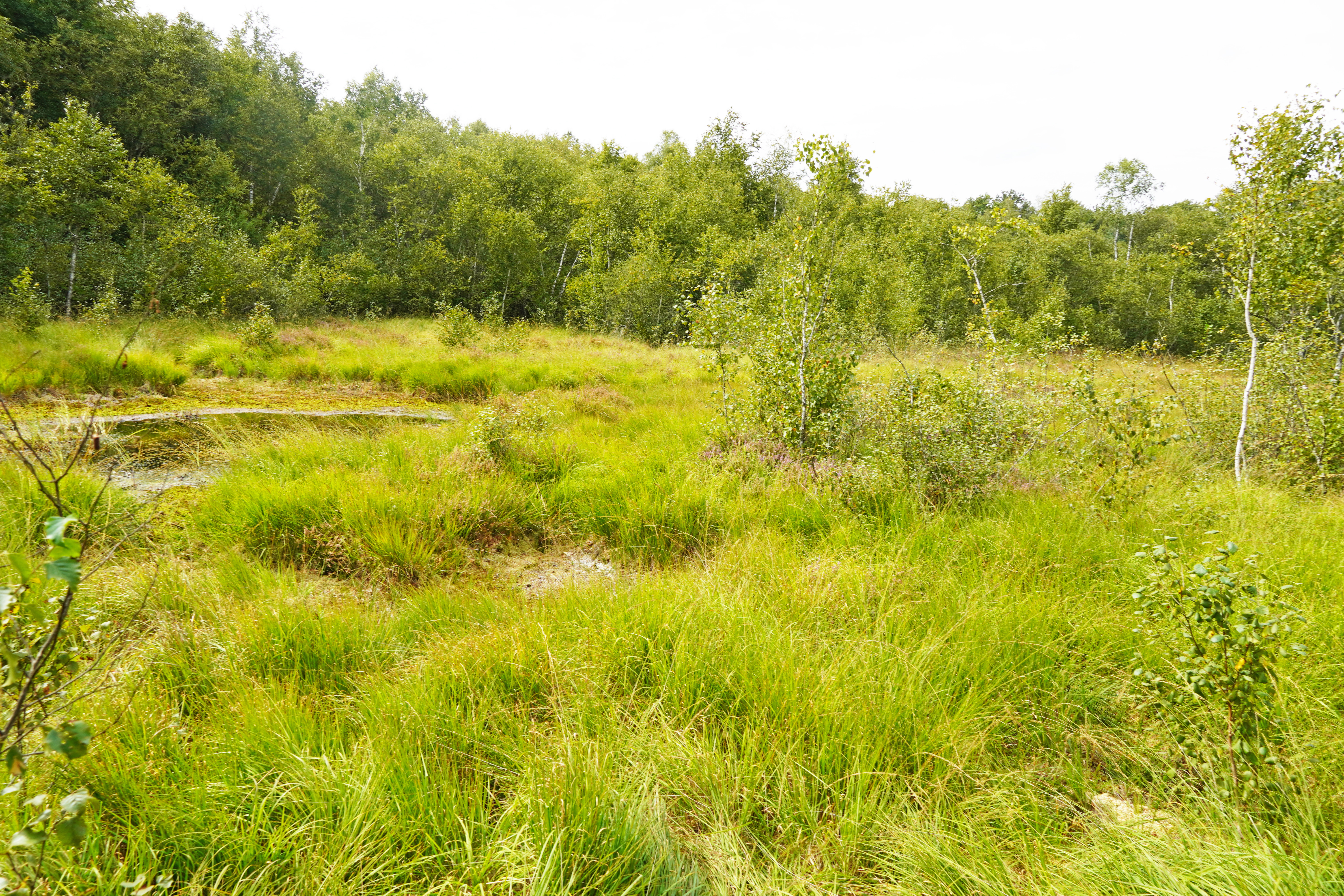
La tourbière bombée à sphaigne.
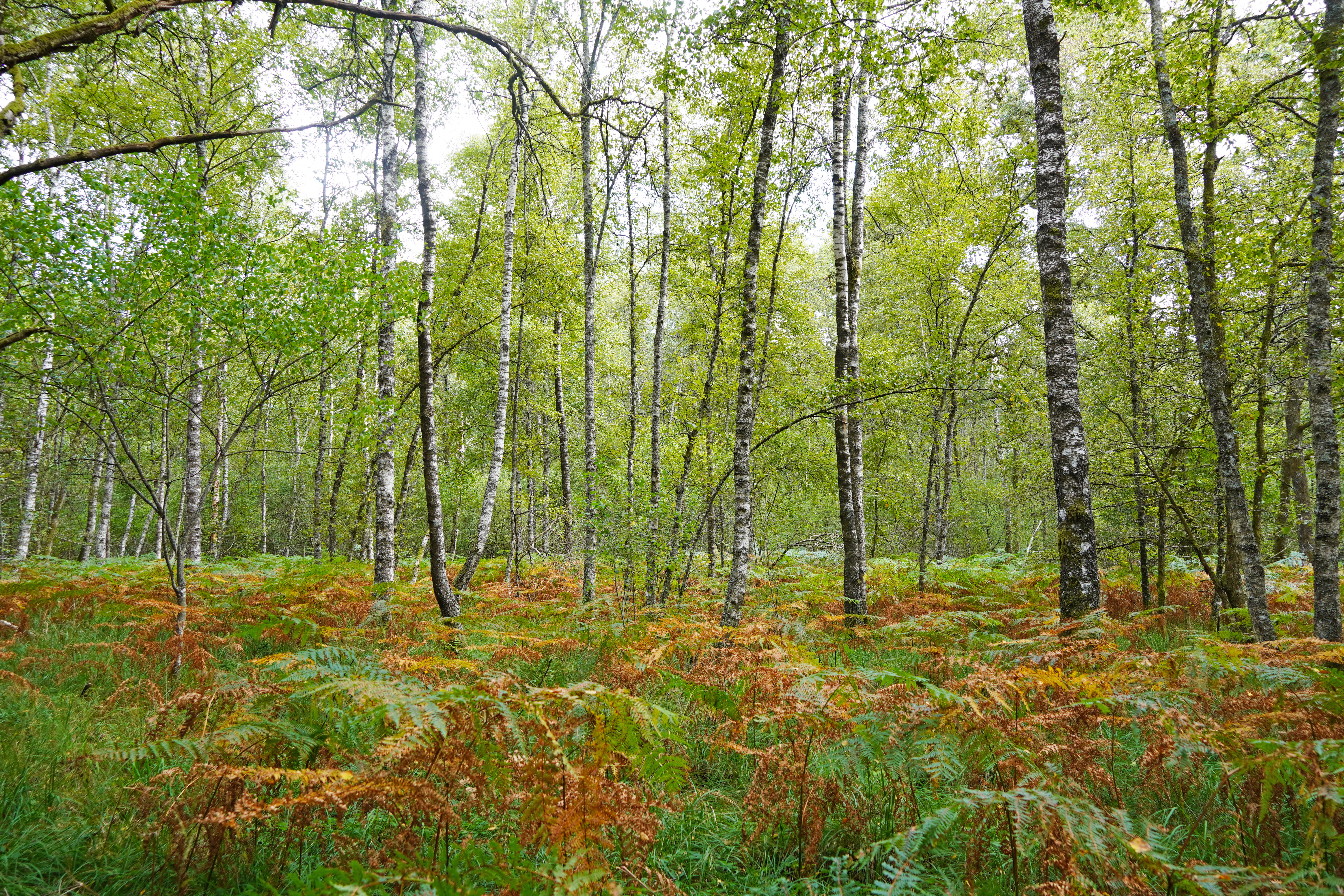
Boulaie et aulnaie de la tourbière.

## Administration, plan de gestion, règlement

### Outils et statut juridique
La réserve naturelle a été créée par une délibération du Conseil régional de Bourgogne-Franche-Comté du 1er juillet 2016.
Le territoire de la réserve est inclus dans la zone Natura 2000 du plateau des mille étangs et dans le périmètre du parc naturel régional des Ballons des Vosges.